# ويس شارون
ويس شارون (بالإنجليزية: Wes Sharon)‏ هو مهندس الصوت وكاتب أغاني ومنتج أسطوانات أمريكي، ولد في 23 يناير 1970.

## وصلات خارجية
- ويس شارون على موقع ميوزك برينز (الإنجليزية)